# Areometr

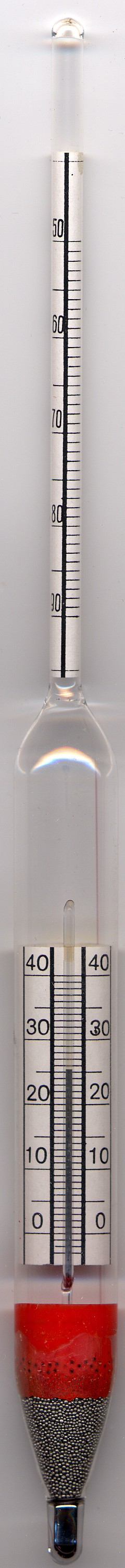

Areometr – urządzenie służące do mierzenia gęstości cieczy, w którym wykorzystuje się siłę wyporu, z jaką ciecz działa na zanurzone w niej ciało stałe.

## Rodzaje areometrów
Istnieje wiele konstrukcji areometrów. W najprostszym wariancie (tzw. areometr obciążeniowy) jest to pusta rurka szklana, której górna wydłużona część zaopatrzona jest w skalę, część dolna w postaci bańki wypełniona jest materiałem o dużej gęstości (np. rtęć, śrut itp.), co pozwala na utrzymanie pozycji pionowej przyrządu zanurzonego w cieczy.
Zdjęcie z prawej strony prezentuje areometr ze skalą na górze, termometrem i obciążeniem w dolnej, stożkowej części.
W zależności od jednostki pomiaru i/lub zastosowania wyróżnia się następujące typy areometrów: 
- areometr Fahrenheita,
- areometr Trallesa (alkoholomierz),
- areometr Richtera (alkoholomierz),
- areometr Ballinga (cukromierz),
- areometr Gay-Lussaca,
- areometr Baumé,
- areometr Oechsle,
- densymetr[2],
- laktodensymetr,
- urynometr,
- termoareometr,
- areometr akumulatorowy,
- tester cieczy chłodzącej,
- kwasomierz.

## Sposób użycia

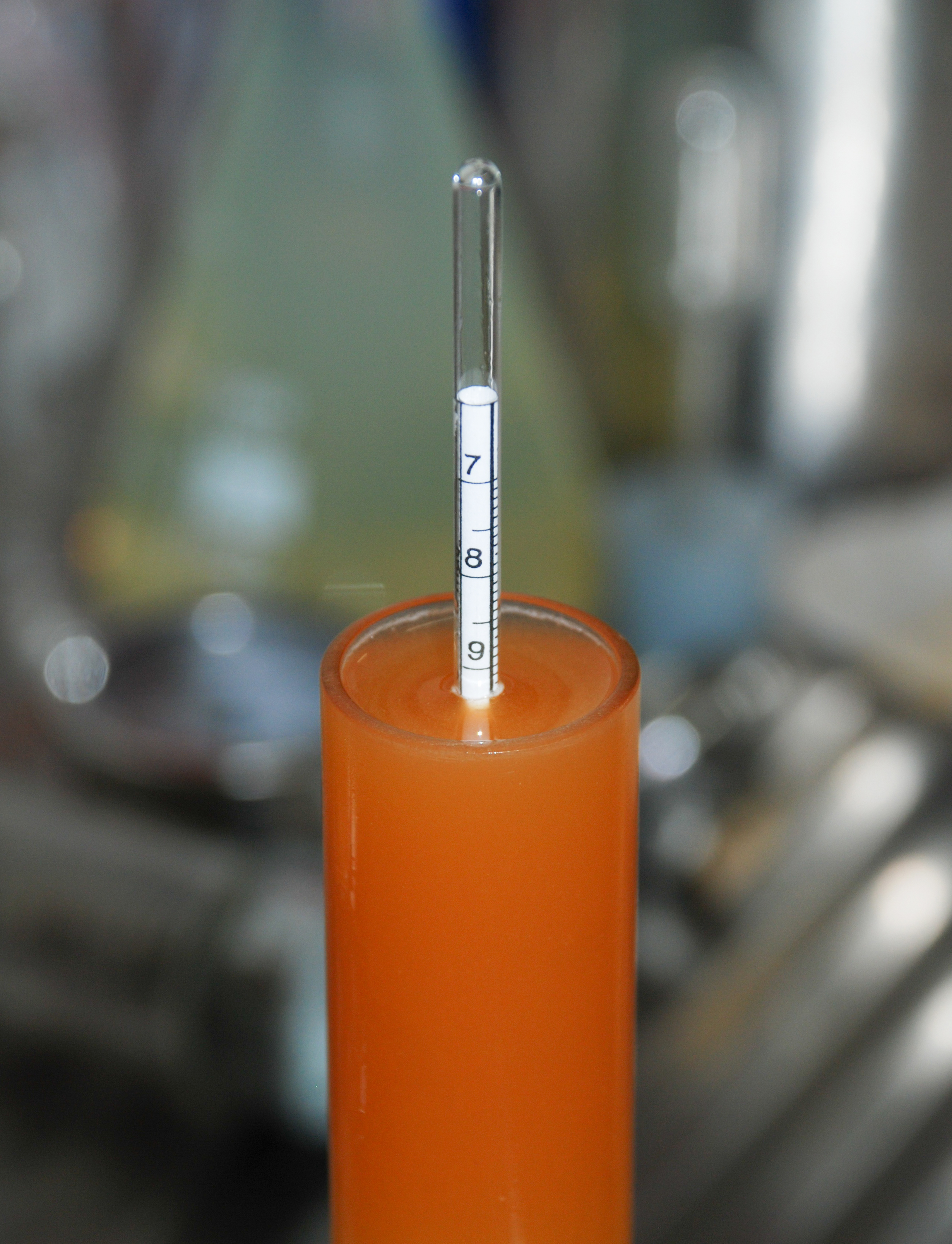
Pomiar brzeczki piwnej

Dokonując pomiaru gęstości cieczy przy pomocy areometru należy wlać do menzurki pomiarowej badany płyn w ilości pozwalającej na swobodne zanurzenie przyrządu. Następnie wkładamy areometr i na jego skali odczytujemy wynik. Areometry najczęściej kalibrowane są dla temperatury 20 °C, dlatego badany płyn powinien mieć taką właśnie temperaturę. W przypadku innej temperatury należy skorzystać z poprawek temperaturowych. Areometr po zanurzeniu w cieczy pływa w pozycji pionowej. Głębokość, na jaką się zanurza dolna część areometru, wynika z różnicy między ciężarem areometru a ciężarem wypartej przez areometr cieczy. Znając masę i objętość areometru, na podstawie głębokości na jaką się zanurzył i w oparciu o prawo Archimedesa można obliczyć gęstość analizowanej cieczy lub odczytać ją na skali areometru.
Wynalazek areometru przypisuje się Hypatii, filozofce i matematyczce greckiej żyjącej w IV wieku naszej ery.